# Liz J. Patterson

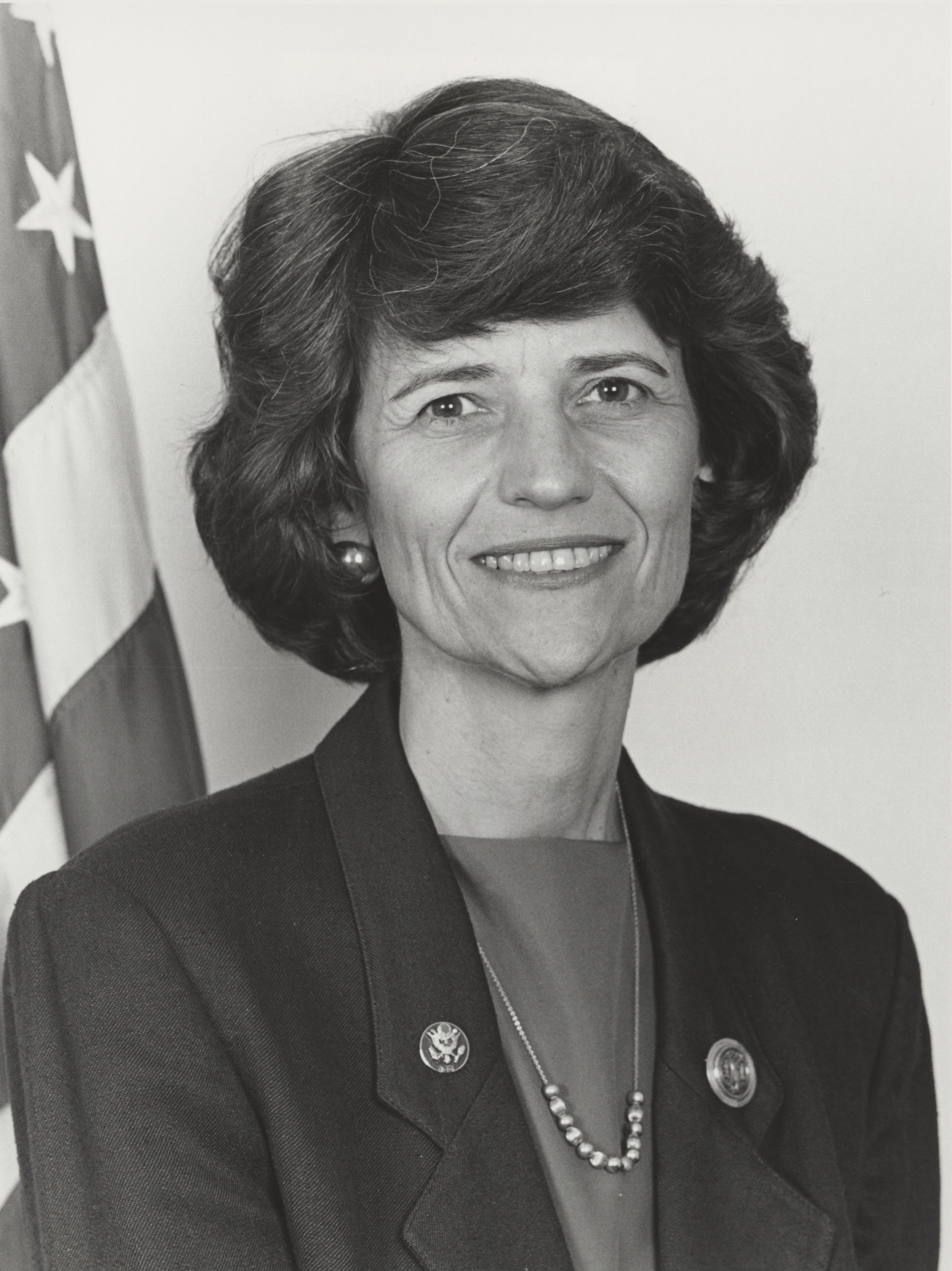
Liz J. Patterson

Elizabeth „Liz“ Johnston Patterson (* 18. November 1939 in Columbia, South Carolina; † 10. November 2018 in Spartanburg, South Carolina) war eine US-amerikanische Politikerin. Zwischen 1987 und 1993 vertrat sie den Bundesstaat South Carolina im US-Repräsentantenhaus.

## Werdegang
Elizabeth Johnston, so ihr Geburtsname, wurde als Tochter von Olin D. Johnston (1896–1965) geboren. Ihr Vater war Gouverneur und US-Senator für South Carolina gewesen. Sie besuchte die öffentlichen Schulen in Kensington (Maryland) und Spartanburg (South Carolina). Anschließend studierte sie bis 1962 an der University of South Carolina in Columbia. Zwischen 1962 und 1964 war sie für das Friedenscorps tätig. Später war sie Mitarbeiterin im Stab des Kongressabgeordneten James Robert Mann. Sie wurde Mitglied der Demokratischen Partei. Zwischen 1975 und 1976 gehörte sie dem Kreisrat im Spartanburg County an. Zwischen 1979 und 1986 saß sie im Senat von South Carolina.
1986 wurde Liz Patterson im vierten Wahlbezirk von South Carolina in das US-Repräsentantenhaus in Washington, D.C. gewählt. Dort trat sie am 3. Januar 1987 die Nachfolge von Carroll A. Campbell an. Nach zwei Wiederwahlen konnte sie bis zum 3. Januar 1993 drei Legislaturperioden im Kongress absolvieren. Bei den Wahlen des Jahres 1992 verlor Patterson gegen Bob Inglis. 1994 kandidierte sie erfolglos für das Amt des Vizegouverneurs von South Carolina. Später lehrte sie das Fach politische Wissenschaften am Spartanburg Methodist College. Außerdem war sie demokratische Parteivorsitzende im Spartanburg County.